# Ardakān (kommunhuvudort i Iran)
Ardakān (persiska: اردکان) är en kommunhuvudort i Iran.   Den ligger i provinsen Yazd, i den centrala delen av landet, 400 km sydost om huvudstaden Teheran. Ardakān ligger 1 040 meter över havet och antalet invånare är 58 834.
Terrängen runt Ardakān är platt, och sluttar norrut.Runt Ardakān är det ganska tätbefolkat, med 207 invånare per kvadratkilometer. Ardakān är det största samhället i trakten. Trakten runt Ardakān är ofruktbar med lite eller ingen växtlighet.